# Sint-Clemenskerk (Pal)
De Sint-Clemenskerk (Catalaans: església de Sant Climent de Pal) is een romaanse kerk in het quart (dorp) Pal in de Andorrese parochie La Massana. De kerk dateert van de elfde of twaalfde eeuw en is gelegen aan de Carrer de Sant Climent. Sinds 16 juli 2003 is de Sint-Clemenskerk als monument beschermd.
De eerste vermelding van de Sint-Clemenskerk stamt uit 1312. In die periode was de kerk afhankelijk van de jurisdictie van La Massana-centrum, maar had ze wel een eigen priester.

## Beschrijving

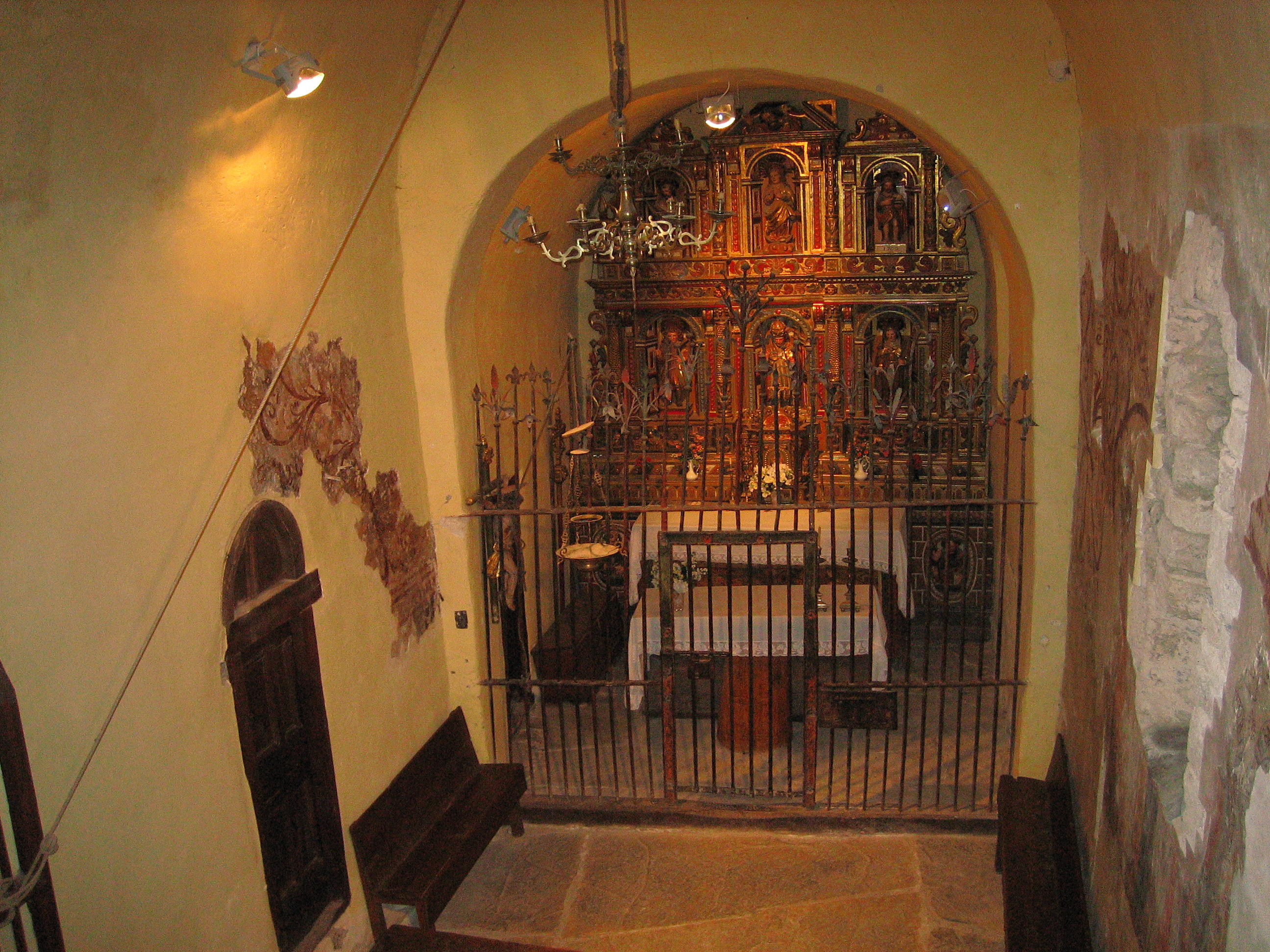
Interieur vanop het doksaal

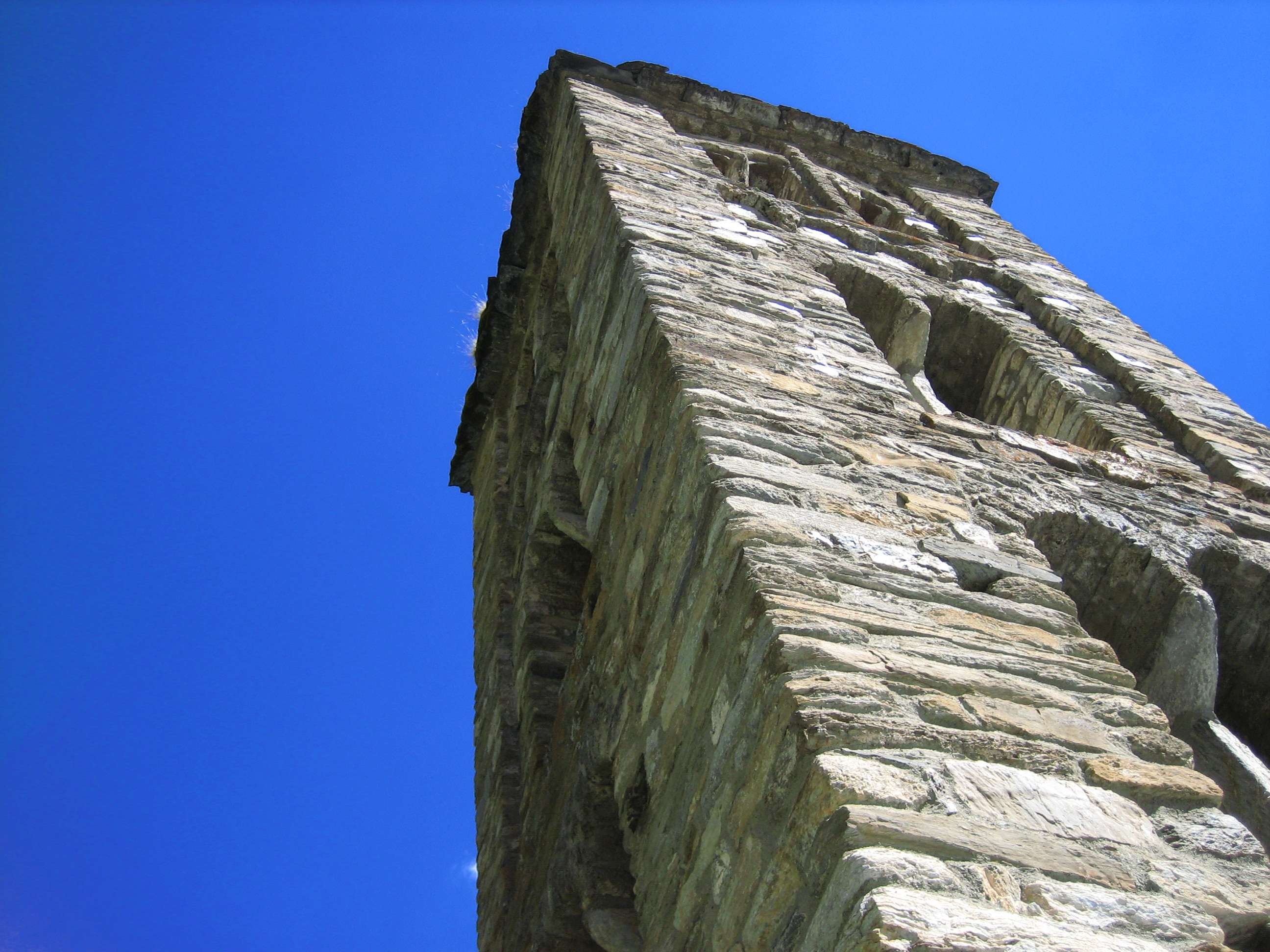
Klokkentoren

Het schip is in oostelijke richting georiënteerd. Langs de noordzijde bevindt zich een aantal bijlokalen en kapelletjes. De apsis is vierkantig en verving in de zeventiende eeuw het romaanse origineel.
Aan de noordkant van het kerkgebouw bevindt zich de klokkentoren, de enige van het land die over drie verdiepingen beschikt — een Andorrees unicum, dat de kerk landelijke bekendheid verleent. De drie verdiepingen zijn elk voorzien van een dubbel venster langs de vier zijden (op de bovenste verdieping nogmaals verdubbeld). Op de twee bovenste verdiepingen zijn deze vensters omringd door lisenen. Het dak van de toren is enigszins afgeplat.
De hoofdingang, aan de zuidkant van het schip en beschermd door een portaal, wordt bovenaan gevormd door een rondboog met fries. De kerk bevat twee doopvonten, een ijzeren traliehek afkomstig van het kerkhof, twee houten polychrome processiekruisen (dit alles uit de twaalfde eeuw), een houten Mariabeeld dat in verband is te brengen met de dertiende-eeuwse typologie en een barok altaarstuk uit 1709, zoals de hele kerk gewijd aan paus Clemens I.

## Bereikbaarheid
De kerk kan begeleid worden bezocht mits afspraak op voorhand. In de maanden juli en augustus is ze 's ochtends en 's avonds vrij open voor het publiek; gedurende de rest van het jaar is het gebouw uitsluitend tijdens religieuze diensten geopend.